# Jason Jung
 Jason Jung  (15 de junio de 1989) es un tenista profesional de República de China, nacido en Torrance.

## Carrera
Su mejor ranking individual es el n.º 143, alcanzado el 3 de octubre de 2016, mientras que en dobles logró la posición 185 el 26 de septiembre de 2016.
No ha logrado hasta el momento títulos de la categoría ATP ni de la ATP Challenger Tour, aunque sí ha obtenido varios títulos Futures tanto en individuales como en dobles.
Hizo su debut en Grand Slam en Wimbledon 2018 tras entrar como Perdedor afortunado.
Al 10/7/22 se encuentra en la posición 265 del Ranking ATP.